# ترانس‌کانتینر
ترانس‌کانتینر (روسی: Трансконтейнер) شرکت کشتی‌سازی روس است، که سال ۲۰۰۶ در مسکو تأسیس شد.